# Sequência (combinatória)
Uma sequência, em análise combinatória, é o cálculo de quantas formas é possível colocar {\displaystyle d} elementos de um conjunto com {\displaystyle n} elementos em sequência, podendo contar cada elemento mais de uma vez.

## Fórmula
A fórmula de cálculo de uma permutação com repetição é a seguinte:
{\displaystyle Pr_{n}^{d}=n^{d}.}